# オプシアミスミ
オプシアミスミ (OPSIA misumi) は、鹿児島県鹿児島市宇宿二丁目にあるMisumiの複合商業施設。マックスバリュ（イオン九州運営）と鹿児島県最大の書店『ブックスミスミ』を核店舗とする。2007年11月8日開業。
2006年から鹿児島市南部（特に産業道路沿い）を中心に進出が相次いだ大型商業施設としては最後の出店となった。

## 交通アクセス
- JR指宿枕崎線 「宇宿駅」下車徒歩10分[2]
- 鹿児島市電1系統 「宇宿一丁目停留場」下車徒歩7分[2]
- 鹿児島交通 「オプシア前」あるいは「南港」下車徒歩5分[2]